# Puppet Junior
Puppet Junior er en dukketeaterfestival som startede op i 2006. Det er en biennale, der skal bringe dukketeater av høj kvalitet til børn og deres voksne rundt omkring i Københavns byrum. Puppet Junior er organiseret under Copenhagen Puppet Festival, og finder sted i lige år.
Puppet Junior arrangeres af Kulturanstalten, Børnekulturhuset Sokkelundlille, Amagerbro Kultur og Kultur 2200.

## Baggrund
Puppet Junior startede i 2006 som optakt til den første Copenhagen Puppet Festival i 2007. 
I 2008 blev Puppet Junior relanceret som en dukketeater festival for børn med deres voksne, og benytter sig af det offentlige rum for at skabe synlighed om, og give alle en mulighed for at opleve dukketeater på et højt niveau. I tillæg til optrædener af kendte danske og internationale udøvere, tilbydes der forskellige workshops for børn og unge, der giver varierede indblik i dukketeaterets mange facetter.
Siden 2008 har Puppet Junior været en biennale der afholdes i lige år, forskudt af Copenhagen Puppet Festival der i 2009 blev lanceret som den første dukketeaterfestival for voksne.

## Tidligere festivaler
| År                   | Forestillinger, workshops og grupper | Spillesteder |
| -------------------- | --- | --- |
| 2018 (Puppet Junior) | Forestillinger: Prikken – Teater Asta Basta, Den Grimme Ælling – Teater Lampe, Punkerne kommer! – Public Punk Service, Legeonklerne – Public Punk Service, Race Dog – Theater Thalias Tjenere, Illusioner – Scene N, Fatamorgana – Scene N, Historiehuset – Nørregaard Teater, Hvad fatter gør – Svanen, Græshoppesalsa – Flyvende Princesse. Workshops: Skyggedukker ved Joan Ledang, Super særlige sokkedukker ved Serine Yde, DIY dukker, Skedukker ved Kunstcyklen. | Nørrebro, Bispebjerg, Amager. |
| 2016                 | | |
| 2014                 | | |
| 2012 (Puppet Junior) | Forestillinger: Dragen – Hans Herreskab Ottfriedt Leneptune’s ukendte verden - Beeldig Theater (BE), Babusjka - Teater Gyda (DK), Den sandfærdige historie om de tre små grise - De Røde Heste (DK), 'Skål vi lever! - Life-Line Theatre (DK/GHA), To senge - Life-Line Theatre (DK/GHA), At elske eller...? - Life-Line Theatre (DK/GHA), Mere vil ha' mere - Life Line (DK/GHA). Workshops: Workshop for de små ved Sif Hymøller (DK), Workshop med skeer ved Karina Nielsen (DK), Robot- & Fremtids Workshop ved Anne Østergård (DK), Papmache Workshop ved William Frohn (DK). | Prags Boulevard, Den Røde Plads, Utterslev Torv, Skydebanehaven, Enghave Parken. |
| 2010 (Puppet Junior) | Forestillinger: Aben Mono - Electric Circus (N), Litterære giganter - Teatret Thalias Tjenere (DK), Grev Gris - Grønnegade Teater (DK), Nabo af Un-realestateProduction (DK), Et ensomt øre - Nørregaards Teater, Snehvide - Dukketeatret Svanen. Workshops: Dukker i papmache ved William Frohn (DK), Robotdukker ved Anne Østergaard (DK) og Jette Klit (DK), Ståltråds-cirkus ved Maren Grosen (DK) og Conni Humeniuk (DK), Workshop for de små og deres voksne ved Sif Jessen Hymøller (DK), Hånddukke workshop ved Børnekulturhuset Amager. Udstillinger: Udstilling på Lærkevej/Ørnevej Bibliotek af Anne Østergård (DK) og Børnekulturhuset Sokkelundlille, udstilling i Skydebanehaven af Teater NoCanDo (DK). | Skydebanehaven, Onkel Dannys Plads, Vesterbro Kulturhus, Prags Boulevard, Kvarterhuset, Utterslev Torv, Børnekulturhuset Sokkelundlille, Brønshøjvej, Kulturhuset Pilegården, Jernbane Allé, Kulturstationen Vanløse. |
| 2008 (Puppet Junior) | Forestillinger: La Brouille - Théatre des TaRaBaTes (F), Mr. Barti - Alex Jørgensen (DK), Ønsk - Teateret Lampe (DK). Workshops: Dukketeaterworkshop ved Théatre des TaRaBaTes (F). | Børnekulturstedet Vesterbro, Basement, Islands Brygge Kulturhus, Kvarterhuset, Kulturstationen Vanløse. |
| 2006 (Puppet Junior) | Forestillinger: The Human Clinic - Moving People (UK/F), The History Men Episodes - Moving People (UK/F), Bord dæk dig - Teateret på hjul (DK), Langt ude i skoven - Teateret på hjul (DK). Workshops: Eksperimentarium ved Graense-loes (DK), Dukke Manipulation ved Moving People (UK/F) & Dukketeaterworkshop ved Teater Asta Basta (DK). | Bus 3A, Købehavns Hovedbanegård, Islands Brygges Metro Station, Havne Fronten, Islands Brygge Kulturhus, Tove Ditlevsens Plads, Basement, Børnekulturstedet Vesterbro og Kulturhuset på Kapelvej.                     |